# Maisons-Alfort
Maisons-Alfort ist eine südöstlich von Paris gelegene französische Stadt mit 57.422 Einwohnern (Stand 1. Januar 2022) im Département Val-de-Marne in der Region Île-de-France. Die Entfernung zum Zentrum von Paris beträgt etwa zehn Kilometer. Die Einwohner werden Maisonnais genannt. Bis 1885 umfasste das Stadtgebiet auch die Nachbargemeinde Alfortville.

## Geschichte
Die erste Erwähnung des Ortes findet sich unter dem Namen Mansiones in einer Schenkungsurkunde des Königs Hugo Capet aus dem Jahr 988.
1885 wurden etwa 40 % des Stadtgebiets abgetrennt und daraus wurde die Nachbargemeinde Alfortville.
1905 hielt sich Buffalo Bill während des Pariser Gastspiels seiner Buffalo Bill’s Wild West Show zwei Monate in Maisons-Alfort auf.
Als sich Frankreich im Zweiten Weltkrieg unter deutscher Besatzung befand, gerieten die Deutschen nach der Landung der Alliierten auch in Frankreich zunehmend ins Hintertreffen. Abhilfe versprachen sie sich von neuen Waffen. Am 8. September 1944 wurde eine dieser Waffen, die V2-Rakete, erstmals abgefeuert. Eine davon traf Maisons-Alfort und tötete sechs Menschen, 45 wurden verletzt.
Am 31. Mai 1945 wurden Roger und Jules Peugeot in ihrem Haus in Maisons-Alfort von berufskriminellen Nazi-Kollaborateuren, die sich darauf verlegt hatten, sich als Polizisten auszugeben, nach Suresnes entführt. Die Täter nahmen ihnen 125 Louis d’or ab, ließen sie eine Erklärung unterschreiben, mit der Gestapo kollaboriert zu haben und erschossen sie. Einer der Täter war der spätere Buchautor Joseph Damiani (Pseudonym José Giovanni).

## Infrastruktur
Maisons-Alfort ist Sitz einer Staatlichen Veterinärschule (École nationale vétérinaire d’Alfort), der damals zweiten Einrichtung zum Studium der Veterinärmedizin in Frankreich, und Hauptsitz der staatlichen französischen Mittelstandsbank BDPME.
Durch die Schnellbahnlinie RER D (zwei Stationen) und die Métrolinie 8 (drei Stationen: École vétérinaire de Maisons-Alfort, Maisons-Alfort – Stade, Maisons-Alfort – Les Juilliottes) ist Maison-Alfort sehr gut an das Netz des öffentlichen Nahverkehrs im Großraum Paris angeschlossen. Zahlreiche Buslinien ergänzen dieses Angebot.
Auch die Anbindung an das französische Fernstraßennetz ist gut: Die Autoroute A4 hat eine Anschlussstelle (Nr. 3) für Maisons, ebenso die Ringautobahn um Paris, die Autoroute A86 (Anschluss 22).

## Musée Fragonard
Das Musée Fragonard ist mit der nationalen Veterinärschule verbunden und zeigt Präparate des Chirurgen und Anatomen Honoré Fragonard (1732–1799), der Lehrer an dieser Fachhochschule und ab 1766 fünf Jahre lang ihr Direktor war. Danach wurde er Leiter der anatomischen Abteilung der neu gegründeten École de Santé in Paris. Fragonard gehörte zum Kreis der Enzyklopädisten, der seine für die Anatomie grundlegenden Forschungen nicht nur an Tierleichen, sondern auch an menschlichen Verstorbenen durchführte. Körperpartien oder ganze Körper wurden frei präpariert und in die Blutgefäße farbiges Wachs eingespritzt. Bei der weiteren Konservierung bleiben nur Knochen und Sehnen des Originals erhalten – das Präparat wirkt dennoch sehr natürlich. Bekanntestes Ausstellungsobjekt ist ein ganzes Pferd mit Reiter. Das Prinzip des Verfahrens existiert noch heute in der Plastination fort.

## Sehenswürdigkeiten
Siehe: Liste der Monuments historiques in Maisons-Alfort

## Städtepartnerschaft
Mit Moers in Nordrhein-Westfalen besteht eine Städtepartnerschaft.

## Persönlichkeiten
- Georges Rose (1910–1997), Fußballspieler
- Catherine Demanet (1943–2012), Absolventin am Conservatoire national supérieur d’art dramatique, Schauspielerin
- Nicole Tourneur (1950–2011), Schriftstellerin
- Xavier Niel (* 1967), Unternehmer
- Tariq Abdul-Wahad (* 1974), Basketballspieler